# Peteli Libó
La família Peteli Libó (en llatí: Poetelius Libo) va ser una família romana d'origen plebeu, molts dels membres de la qual van portar el cognomen de Visol (Visolus).
Els personatges principals van ser:
- Quint Peteli Libó Visol, decemvir el 450 aC.
- Gai Peteli Libó Visol, cònsol el 360 aC.
- Gai Peteli Libó Visol, cònsol el 346 aC i 326 aC i potser el 333 aC.
- Marc Peteli Libó Visol, cònsol el 314 aC